# Улица Горького (Липецк)
У́лица Го́рького — улица в Советском округе Липецка. Проходит в центре города от улицы Неделина и Торговой площади до Подовражной улицы. Пересекает улицы Октябрьскую, Первомайскую, Советскую, 8-го Марта. К чётной стороне примыкают улицы Льва Толстого и Адамова. Параллельно проходят улицы Пушкина и Ворошилова.
Улица сформировалась в процессе коренной перестройки Липецка в 1-й половине XIX века при реализации генерального плана города, утверждённого в 1805 году. Первоначально именовалась Стреле́цкой у́лицей (этимология неясна; по неподтверждённым сведениям здесь находилась стрелецкая слобода). Нынешнее название дано в 1931 году в честь писателя Максима Горького.
На многих картах ошибочно указывается, что эта улица продолжается до площади Авиаторов, пересекая лог. По другую сторону лога находилась улица Агте (в Военном городке; до 27 октября 1967 называлась Сенная). Сейчас домов по улице Агте нет.
В соответствии с Генеральным планом Липецка планируется продление улицы через Каменный лог к площади Авиаторов, однако это возможно только после перехода территории Военного городка под непосредственный контроль муниципалитета.

## Застройка

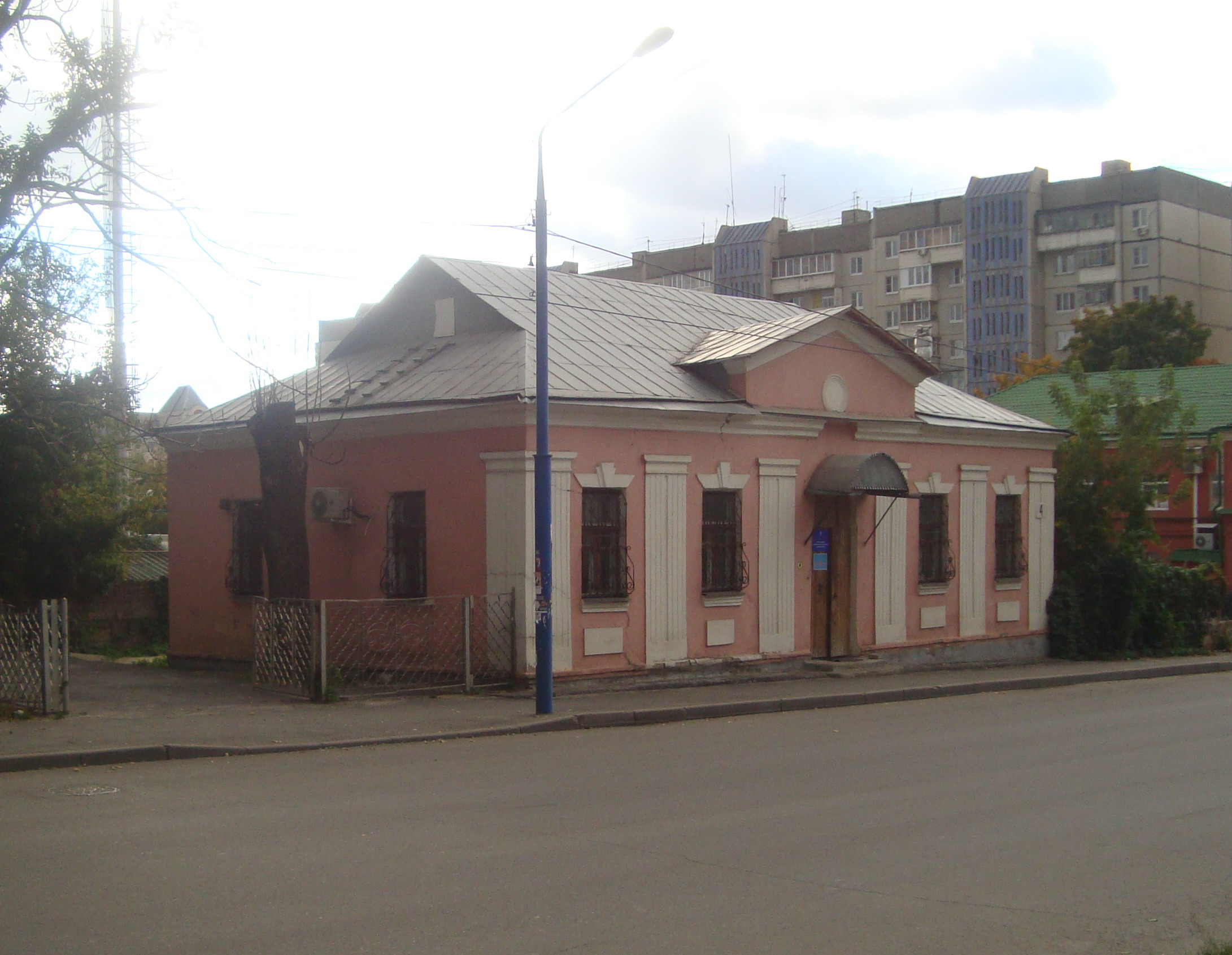
Улица Горького, 4

На улице Горького есть несколько зданий, которые имеют статус :

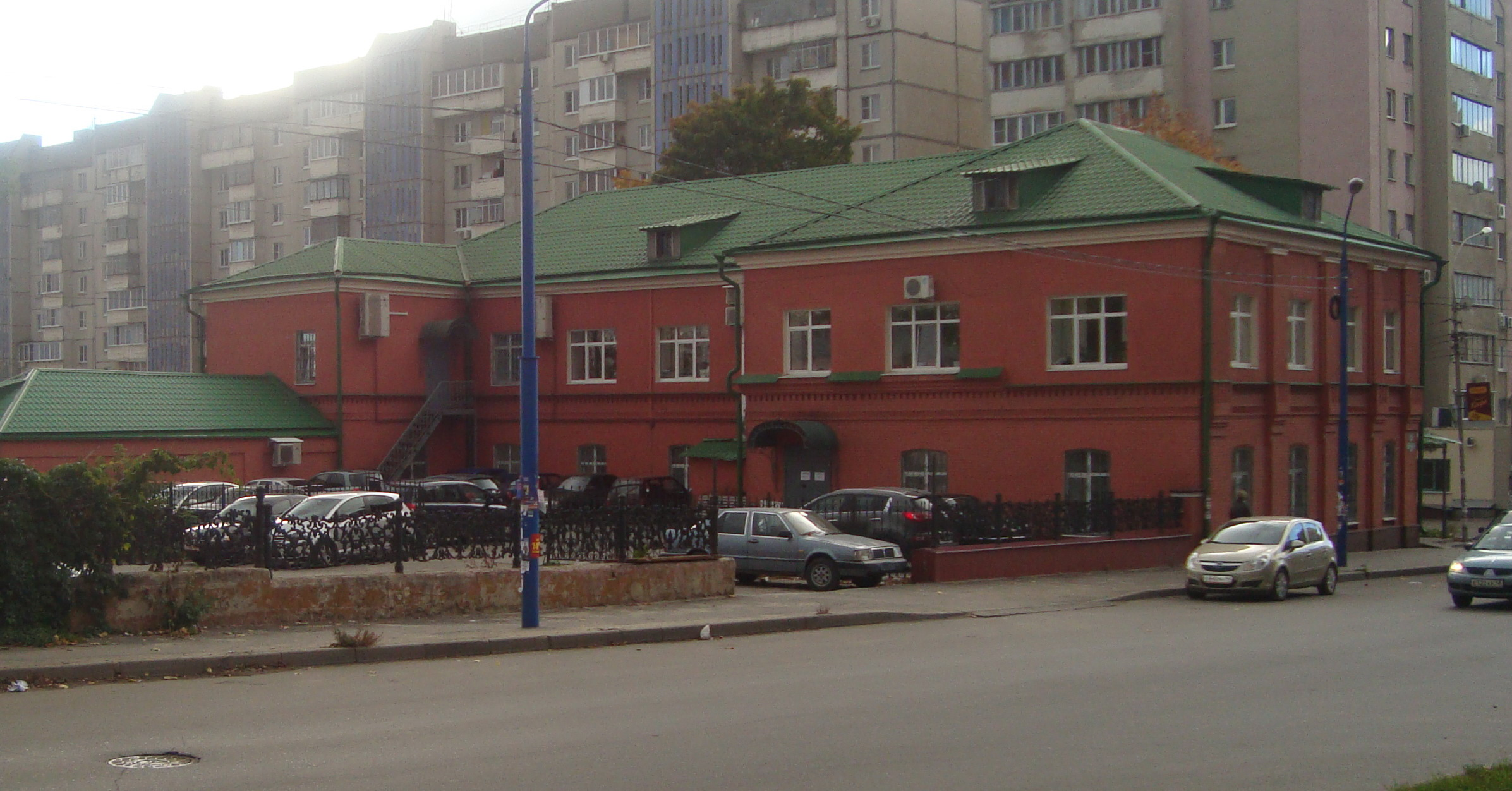
Улица Горького, 2

- Дом № 2 — здание земской больницы (конец XIX—начало XX века)
- Дом № 4 — бывшее фотоателье (3-я четверть XIX века)

В 1950-х годах от улицы Горького вверх по течению реки Липовки располагалась Воронежская дубовая роща. Она была уничтожена для создания Станкостроительного завода.
В 1960-х годах между Советской и Первомайской улицами строятся две многоподъездные пятиэтажки 464-й серии — одни из первых в Липецке. В одной из них (ул. Горького, 12) создано почтовое отделение № 1.
Четную сторону от улицы 8 Марта до Подовражной улицы занимает частная застройка. По Генеральному плану города планируется строительство там малоэтажных жилых домов.
В районе Военного городка планируется строительство многоэтажного жилого микрорайона.

## Транспорт
- К домам начала улицы — авт. 8, 17, 308к, 317, 321, 330, 332, 343, ост.: «Торговая площадь».
- К домам середины и конца улицы — авт. 2, 6, 12, 27, 30, 36, 40, 40а, 308к, 315, 352, ост.: «Ул. Горького».

В прошлом по улице Горького до пересечения с Первомайской улицей ходили трамваи.
После строительства в Липецке скоростного трамвая и продления улицы возможно, что улица получит выход к одной из станций системы.